# Клинтон (округ, Нью-Йорк)
Округ Клинтон (англ. Clinton County) — округ штата Нью-Йорк, США. Население округа на 2000 год составляло 79894 человек. Административный центр округа — город Платсберг.

## История
Округ Клинтон основан в 1788 году; назван в честь Джорджа Клинтона (1739–1812), четвёртого вице-президента США и первого и третьего губернатора штата Нью-Йорк. Источник образования округа Клинтон: округ Вашингтон.

## География
Округ занимает площадь 2895,6 км2.

## Демография
Согласно переписи населения 2000 года, в округе Клинтон проживало 79894 человек. По оценке Бюро переписи населения США, к 2009 году население увеличилось на 2.2%, до 81618 человек. Плотность населения составляла 28.2 человек на квадратный километр.